# Alexandre Pato
Alexandre Rodrigues da Silva (znan pod vzdevkom Pato), brazilski nogometaš, * 2. september 1989, Pato Branco, Paraná, Brazilija.
Pato je brazilski napadalec, ki je nazadnje igral za Orlando City.